# Jean-Paul Rappeneau
Jean-Paul Rappeneau (Auxerre, 8 april 1932) is een Frans filmregisseur en scenarioschrijver. 
Hij is de broer van regisseuse en scenarioschrijfster Élisabeth Rappeneau, de vader van scenarioschrijver Julien Rappeneau en van singer-songwriter Martin Rappeneau. Hij is de auteur van één korte film, acht lange speelfilms en heel wat publiciteitsfilms. Hij staat bekend als een heel bekwame acteursregisseur.

## Leven en werk

### Jaren vijftig: eerste stappen in de filmwereld
Jean-Paul Rappeneau debuteerde in de filmwereld als regieassistent. Tussen 1955 en 1957 werkte hij onder meer mee aan enkele korte films van Edouard Molinaro. In 1958 leverde hij Chronique provinciale af, zijn enige korte film.  Daarna legde hij zich toe op het schrijven van scenario's. Zo werkte hij mee aan films van onder meer Louis Malle en Philippe de Broca.

### Jaren zestig: debuut als filmregisseur
Op een bepaald ogenblik wendde hij zijn talent aan om zelf zijn scenario's te verfilmen. Hij sleutelde langzaam maar zeker aan wat een beperkt oeuvre van zeven lange speelfilms zou worden. Zes verfijnde (dramatische) komedies en twee historische drama's, waarvoor hij grote acteurs als Gérard Depardieu, Catherine Deneuve, Yves Montand, Pierre Brasseur en Isabelle Adjani meermaals warm wist te maken. In 1966 draaide hij zijn eerste komedie : La Vie de château. Hij won er al meteen de prestigieuze Prix Louis-Delluc mee. De film droeg eveneens in grote mate bij tot de doorbraak van Philippe Noiret, hier in de rol van de slome, ietwat pafferige echtgenoot, een rol die een stuk van zijn imago zou gaan bepalen. Ondanks de grote bijval bij publiek en kritiek verscheen Rappeneau's volgende film Les Mariés de l'an II, een rocamboleske komedie vermomd als historische avonturenfilm, pas vijf jaar later. 

### Jaren zeventig en tachtig: twee komedies met Yves Montand
Vier jaar later volgde de vederlichte komedie Le Sauvage, gedragen door de onweerstaanbare tandem Yves Montand-Catherine Deneuve. Voor deze film stapte de hoofdactrice radicaal af van haar imago van koele en ijzige schoonheid om er al eens slonzig en ongekamd bij te lopen. Nog eens zeven jaar later dook Yves Montand opnieuw op in Tout feu, tout flamme, deze keer als een avontuurlijke verleider aan de zijde van filmdochter Isabelle Adjani. 

### Jaren negentig: twee historische drama's metCyrano de Bergeracals hoogtepunt
Een absoluut commercieel en artistiek hoogtepunt bereikte Rappeneau in 1990 met zijn vijfde prent, de historische kostuumfilm Cyrano de Bergerac. In deze alom bekroonde dramatische komedie zette hoofdrolspeler Depardieu zijn reeks vertolkingen van historische of literaire personages op een grandioze manier verder. Le Hussard sur le toit, Rappeneau's tweede literaire adaptatie, dit keer naar de historische avonturenroman van Jean Giono, was op het grote scherm te zien in 1995. 

### Jaren tweeduizend
In 2003 bracht hij Bon voyage, een dramatische komedie gesitueerd tijdens de Tweede Wereldoorlog. De film werd geschraagd door Isabelle Adjani die er een hysterische en mythomane filmster in neerzette. Twaalf jaar later zal Belles Familles (2015) verschijnen.
De grote pauzes tussen het maken van twee films zijn essentieel voor Rappeneau. Hij heeft immers heel veel tijd nodig om zijn films nauwgezet en tot in het detail voor te bereiden.

## Filmografie

### Regisseur
- 1958 - Chronique provinciale (korte film)
- 1966 - La Vie de château
- 1971 - Les Mariés de l'an II
- 1975 - Le Sauvage
- 1982 - Tout feu, tout flamme
- 1990 - Cyrano de Bergerac
- 1995 - Le Hussard sur le toit
- 2003 - Bon voyage
- 2015 - Belles Familles

### Scenarioschrijver
- 1959 - Signé Arsène Lupin (Yves Robert) (coscenarist met Diego Fabbri en Yves Robert, naar een novelle van Maurice Leblanc)
- 1960 - Zazie dans le métro (Louis Malle) (coscenarist met Louis Malle, naar de gelijknamige roman van Raymond Queneau)
- 1962 - Vie privée (Louis Malle) (coscenarist met Louis Malle)
- 1962 - Le Combat dans l'île (Alain Cavalier) (coscenarist met Alain Cavalier)
- 1964 - L'Homme de Rio (Philippe de Broca) (coscenarist met Daniel Boulanger, Philippe de Broca en Ariane Mnouchkine)
- 1965 - La Fabuleuse Aventure de Marco Polo (Noël Howard en Denys de La Patellière) (coscenarist met Denys de La Patellière, Noël Howard, Raoul Lévy en Jacques Rémy)
- 1965 - Les Survivants (Dominique Genee) (coscenarist met Pierre Boileau en Thomas Narcejac) (televisieserie)
- 1966 - La Vie de château (coscenarist met Alain Cavalier, Claude Sautet en Daniel Boulanger)
- 1971 - Les Mariés de l'an II (coscenarist met Daniel Boulanger, Maurice Clavel en Claude Sautet)
- 1973 - Le Magnifique (Philippe de Broca) (coscenarist met Philippe de Broca, Vittorio Caprioli en Francis Veber)
- 1975 - Le Sauvage (coscenarist met Jean-Loup Dabadie en Élisabeth Rappeneau)
- 1982 - Tout feu, tout flamme (coscenarist met Joyce Buñuel en Élisabeth Rappeneau)
- 1990 - Cyrano de Bergerac (coscenarist met Jean-Claude Carrière, naar het gelijknamige toneelstuk van Edmond Rostand)
- 1995 - Le Hussard sur le toit (coscenarist met Jean-Claude Carrière en Nina Companeez, naar de gelijknamige roman van Jean Giono)
- 2003 - Bon voyage (coscenarist met Gilles Marchand, Patrick Modiano, Julien Rappeneau en Jérôme Tonnerre)
- 2015 - Belles Familles  (coscenarist met Philippe Le Guay en Julien Rappeneau)

### Regieassistent
- 1955 - Les Fruits de l'été (Raymond Bernard)
- 1956 - Les biens de ce monde (Edouard Molinaro) (korte film)
- 1957 - Appelez le 17 (Edouard Molinaro) (korte film)
- 1957 - Les Suspects (Jean Dréville)

## Prijzen en nominaties

### Prijzen
- 1966 - La Vie de château : Prix Louis-Delluc
- 1990 - Cyrano de Bergerac : NBR Award voor Beste buitenlandse film op de National Board of Review of Motion Pictures
- 1990 - Cyrano de Bergerac : de People's Choice Award op het Internationaal filmfestival van Toronto
- 1991 - Cyrano de Bergerac : César voor Beste film en César voor Beste regisseur
- 1991 - Cyrano de Bergerac : Premi David di Donatello voor de Beste buitenlandse film
- 1991 - Cyrano de Bergerac : Golden Globe voor Beste buitenlandse film
- 1995 - Cyrano de Bergerac : César d'honneur

### Nominaties
- 1991 - Cyrano de Bergerac : Oscar voor beste internationale film
- 1996 - Le Hussard sur le toit: César voor Beste regisseur
- 2004 - Bon voyage : César voor Beste film en César voor Beste regisseur

- Bibliothèque nationale de France: cb12153247k (data)
- Catàleg d'autoritats de noms i títols de Catalunya: 981058513999906706
- Gemeinsame Normdatei: 122284445
- International Standard Name Identifier: 0000 0003 6318 5957
- Library of Congress Control Number: n89606712
- MusicBrainz: 67452a4e-bc05-4e83-898c-e96f2d101b00
- Nationale Bibliotheek van Tsjechië: jx20050419046
- Nationale Bibliotheek van Israël: 987007353110005171
- Nederlandse Thesaurus van Auteursnamen: 085336408
- SNAC: w6pm4jjj
- Système universitaire de documentation: 030034116
- Virtual International Authority File: 226363584
- WorldCat: E39PBJqvTRyCTXYhtFQYJfp3wC